# Liuli (ort i Kina, Jiangxi Sheng, lat 28,00, long 116,59)
Liuli är en ort i Kina. Den ligger i provinsen Jiangxi, i den sydöstra delen av landet, omkring 100 kilometer sydost om provinshuvudstaden Nanchang. Antalet invånare är 22 194. Befolkningen består av 10 505 kvinnor och 11 689 män. Barn under 15 år utgör 23,0 %, vuxna 15-64 år 70 %, och äldre över 65 år 5,0 %.
Runt Liuli är det ganska tätbefolkat, med 192 invånare per kvadratkilometer. Närmaste större samhälle är Maxu, 19,3 km nordväst om Liuli. I omgivningarna runt Liuli växer i huvudsak blandskog.
Genomsnittlig årsnederbörd är 2 563 millimeter. Den regnigaste månaden är juni, med i genomsnitt 466 mm nederbörd, och den torraste är oktober, med 21 mm nederbörd.